# デビッド・マキーオン
デビッド・マキーオン（David McKeon, 1992年7月25日 - ）は、オーストラリア・ニューサウスウェールズ州ウロンゴン出身の元男子競泳選手。専門は自由形。2015年カザン世界選手権4×200mフリーリレーの銅メダリストである。オリンピックには2012年ロンドン大会と2016年リオデジャネイロ大会に出場し、最高成績はリオデジャネイロ大会4×200mフリーリレーの4位（個人種目では同大会400m自由形の7位）。エマ・マキーオンの兄として知られる。

## 経歴
元競泳オーストラリア代表選手の父ロンと母スージーの下、2人の妹（エマとケイトリン）を持つ3人兄妹の長男として育った。
水泳は小さい頃から始めていたものの途中で泳ぐのが好きではなくなり、水泳を12歳くらいでやめた後はバスケットボールをしていた。しかし、学校のカーニバルで同級生に勝ちたかったことがきっかけとなり、17歳くらいの時に再び水泳を始めた。2010年に再び水泳を始めたデビッドは父ロンの指導の下、翌年の2011年にはオーストラリア選手権の400m自由形で6位に入るなどトップレベルの選手に成長した。

### 2011年ユニバーシアード
2011年8月、深圳で開催されたユニバーシアードに出場。4×200mフリーリレー決勝では第1泳ながらチーム最速の1分48秒92で泳ぎ銅メダル獲得に貢献した。400m自由形決勝では猛追してきたマイケル・クリーを0秒06差で抑え、3分48秒78で金メダルを獲得した。これによりマキーオンは母スージーと叔父ロブに続いてユニバーシアードの金メダリストとなった。

### 2013年オーストラリア選手権
2013年4月、オーストラリア選手権の400m自由型において、イアン・ソープ（3分40秒08、2002年）、グラント・ハケット（3分42秒51、2001年）に次ぐオーストラリア歴代3位（当時）の3分43秒71をマークした。

### 2014年コモンウェルスゲームズ
2014年7月、グラスゴーで開催されたコモンウェルスゲームズに出場。200m自由形は1分46秒74の4位に終わり、メダルには0秒21及ばなかった。400m自由形は350mまで1位をキープしていたが、残り50mでライアン・コクランに競り負け3分44秒09の2位（1位に0秒63差）に終わった。4×200mフリーリレーでは決勝を第2泳者最速の1分45秒82で泳ぎ、順位を5位から1位に引き上げる活躍を見せ、7分07秒38の大会新記録樹立（当時）と金メダル獲得に貢献した。

### 2015年世界選手権
2015年8月、カザンで開催された世界選手権に出場。第2泳を務めた4×200mフリーリレー決勝を1分47秒05で泳ぎ、第1泳のキャメロン・マケボイ（1分46秒46）、第3泳のダニエル・スミス（1分46秒38）、第4泳のトーマス・フレーザー＝ホームズ（1分45秒45）と共に7分05秒34をマークし、イギリス（7分04秒33）とアメリカ（7分04秒75）に次いで銅メダルを獲得した。

### 2016年オリンピック
2016年8月、リオデジャネイロで開催されたオリンピックに出場。今大会では妹のエマもオーストラリア代表に選出されたため、1960年ローマ大会のジョンとイルサのコンラッズ兄妹以来、オリンピック競泳オーストラリア代表に選出された史上2組目の兄妹となった。400m自由形では予選を全体5位の3分44秒68で突破し、オリンピックと世界選手権を通じて個人種目初の決勝に進出すると、初めて泳いだオリンピックの決勝は3分45秒28で7位に入った（メダルまで1秒79差）。4×200mフリーリレー決勝では第2泳を務めると、リレーにおいて自身最速記録となる1分45秒63で泳ぎ、第1泳のトーマス・フレーザー＝ホームズ（1分45秒81）から引き継いだ3位をキープしたまま第3泳へ引き継いだ。オーストラリアは第3泳のダニエル・スミス（1分47秒37）が泳ぎ切った時点で順位を5位まで落としてしまい、第4泳のマック・ホートン（1分45秒37）がチーム最速タイムで泳いで順位を1つ上げたもののメダルには0秒68届かず、アメリカ（7分00秒66）、イギリス（7分03秒13）、日本（7分03秒50）に次ぐ4位（7分04秒18）に終わった。

### 肩の手術
2017年10月から右肩の痛みに悩まされ、次第に日常生活や水泳に影響を与えていたことから2018年8月13日に手術を受けた。

### 現役引退以降
2021年1月、自身のフェイスブックで現役引退を発表。引退後はコーチとしてのキャリアをスタートさせた。

## 家族
父のロン・マキーオン、母のスージー・マキーオン（旧姓ウッドハウス）、妹のエマ・マキーオン、叔父のロブ・ウッドハウスも競泳の国際大会で活躍した実績を持つ、オーストラリアを代表する競泳一家。父のロンはオリンピックのファイナリスト（最高成績は個人種目が5位、リレー種目が4位）、母のスージーはコモンウェルスゲームズのファイナリスト（5位）、妹のエマはオリンピックの金メダリスト、叔父のロブはオリンピックの銅メダリスト。また、母方の祖父のトニー・ウッドハウスは代表選考委員会を長年務めた。
2023年に婚約者のアリと結婚した。

## 主要国際大会の成績
世界水泳連盟のウェブサイトなど参照
| 年                 | 大会                   | 場所               | 種目               | 結果               | 記録               | 泳順               | 備考               |
| オーストラリア代表 | オーストラリア代表     | オーストラリア代表 | オーストラリア代表 | オーストラリア代表 | オーストラリア代表 | オーストラリア代表 | オーストラリア代表 |
| ------------------ | ---------------------- | ------------------ | ------------------ | ------------------ | ------------------ | ------------------ | ------------------ |
| 2011               | ユニバーシアード       | 深圳               | 400m自由形         | 金メダル           | 3分48秒78          |                    |                    |
| 2011               | ユニバーシアード       | 深圳               | 800m自由形         | 6位                | 8分01秒59          |                    |                    |
| 2011               | ユニバーシアード       | 深圳               | 4x200mフリーリレー | 銅メダル           | 7分17秒58          | 1泳                |                    |
| 2012               | オリンピック           | ロンドン           | 400m自由形         | 予選14位           | 3分48秒57          |                    |                    |
| 2012               | オリンピック           | ロンドン           | 4x200mフリーリレー | 予選4位            | 7分10秒50          | 1泳                | 予選のみ出場       |
| 2013               | 世界選手権             | バルセロナ         | 400m自由形         | 予選12位           | 3分49秒51          |                    |                    |
| 2013               | 世界選手権             | バルセロナ         | 4x200mフリーリレー | 予選9位            | 7分13秒52          | 1泳                |                    |
| 2014               | コモンウェルスゲームズ | グラスゴー         | 200m自由形         | 4位                | 1分46秒74          |                    |                    |
| 2014               | コモンウェルスゲームズ | グラスゴー         | 400m自由形         | 銀メダル           | 3分44秒09          |                    |                    |
| 2014               | コモンウェルスゲームズ | グラスゴー         | 4x200mフリーリレー | 金メダル           | 7分07秒38          | 2泳                | 大会記録           |
| 2014               | パンパシフィック選手権 | ゴールドコースト   | 200m自由形         | B決勝2位           | 1分47秒48          |                    |                    |
| 2014               | パンパシフィック選手権 | ゴールドコースト   | 400m自由形         | 6位                | 3分46秒40          |                    |                    |
| 2014               | パンパシフィック選手権 | ゴールドコースト   | 4x200mフリーリレー | 銅メダル           | 7分08秒55          | 1泳                |                    |
| 2015               | 世界選手権             | カザン             | 200m自由形         | 準決勝13位         | 1分47秒60          |                    |                    |
| 2015               | 世界選手権             | カザン             | 400m自由形         | 予選10位           | 3分47秒36          |                    |                    |
| 2015               | 世界選手権             | カザン             | 4x200mフリーリレー | 銅メダル           | 7分05秒34          | 2泳                |                    |
| 2016               | オリンピック           | リオデジャネイロ   | 200m自由形         | 予選30位           | 1分48秒38          |                    |                    |
| 2016               | オリンピック           | リオデジャネイロ   | 400m自由形         | 7位                | 3分45秒28          |                    |                    |
| 2016               | オリンピック           | リオデジャネイロ   | 4x200mフリーリレー | 4位                | 7分04秒18          | 2泳                |                    |
| 2017               | 世界選手権             | ブダペスト         | 400m自由形         | 8位                | 3分46秒27          |                    |                    |
| 2017               | 世界選手権             | ブダペスト         | 4x200mフリーリレー | 予選1位            | 7分05秒68          | 2泳                | 予選のみ出場       |
| 2018               | コモンウェルスゲームズ | ゴールドコースト   | 400m自由形         | 6位                | 3分49秒60          |                    |                    |

## 自己ベスト
世界水泳連盟のウェブサイト参照
| 種目       | 記録      | 日付          | 大会                       | 場所         | 備考   |
| 長水路     | 長水路    | 長水路        | 長水路                     | 長水路       | 長水路 |
| ---------- | --------- | ------------- | -------------------------- | ------------ | ------ |
| 200m自由形 | 1分46秒33 | 2015年4月4日  | オーストラリア選手権       | アデレード   |        |
| 400m自由形 | 3分43秒71 | 2013年4月26日 | オーストラリア選手権       | アデレード   |        |
| 800m自由形 | 7分54秒29 | 2014年4月1日  | オーストラリア選手権       | ブリスベン   |        |
| 短水路     |           |               |                            |              |        |
| 200m自由形 | 1分43秒43 | 2014年11月5日 | オーストラリア短水路選手権 | アデレード   |        |
| 400m自由形 | 3分38秒17 | 2014年11月7日 | オーストラリア短水路選手権 | アデレード   |        |
| 800m自由形 | 7分59秒82 | 2011年11月5日 | ワールドカップ             | シンガポール |        |